# Geina integumentum
Geina integumentum là một loài bướm đêm thuộc chi Geina, có ở Puerto Rico và quần đảo Virgin. Loài bướm này bay trong tháng 7 và tháng 8, và có sải cánh khoảng 11-12 millimét. Tính ngữ loài "integumentum" chỉ "nắp" đậy miệng ống Fallop của con cái.